# Coendou roosmalenorum
Coendou roosmalenorum és un porc espí del Nou Món del grup Coendou vestitus, dins del gènere Coendou. Viu a les selves d'ambdós costats del riu Madeira al Brasil. Fou anomenat en honor de Marc i Tomas van Roosmalen, que el capturaren juntament amb altres noves espècies de mamífers, com ara Mico humilis, Callicebus bernhardi i Callicebus stephennashi.
C. roosmalenorum és més petit que altres espècies del grup C. vestitus, amb la cua llarga, un pelatge llarg que no és espinós a la panxa i una combinació única de característiques cranials i dentals.